# Bessude
Bessude (sardinski: Bessùde) je grad i općina (comune) u pokrajini Sassariju u regiji Sardiniji, Italija. Nalazi se na nadmorskoj visini od 447 metara i ima 410 stanovnika.
 Prostire se na 26,79 km2. Gustoća naseljenosti je 15 st/km2.
Susjedne općine su: Banari, Bonnanaro, Borutta, Ittiri, Thiesi i Siligo.